# Salma (Siria)
Salma (en árabe, سلمى) es una aldea en el noroeste de Siria, administrativamente parte de la gobernación de Latakia, ubicada al noreste de Latakia. Las localidades cercanas incluyen Mashqita y Ayn al-Bayda al oeste, al-Haffah al suroeste, Aramo y Slinfah a 12 km al sur, y Kinsabba al norte. Según la Oficina Central de Estadísticas de Siria, Salma tenía una población de 2.131 en el censo de 2004. Sus habitantes y los del área de Jabal al-Akrad son predominantemente musulmanes sunitas, contrariamente al resto de Latakia, que es de mayoría alawita.
Salma es conocida por su clima seco y su abundante agua limpia. Se encuentra a unos 800 metros sobre el nivel del mar. Antes de la toma de posesión baathista de Siria en la década de 1960, Salma era uno de los pocos lugares en la región costera montañosa en ser electrificado y conectado a una red.

## Guerra civil siria
Durante la guerra civil siria, a fines de julio de 2012, el Ejército Libre Sirio (ELS) controlaba la ciudad, cuya población se había ido principalmente (parte a la ciudad de Latakia y parte a Turquía). El ELS dijo que pudieron retener Salma gracias a su naturaleza montañosa y al hecho de que está rodeada de aldeas sunitas. Estuvo en la primera línea de lucha en la gobernación de Latakia entre rebeldes y fuerzas gubernamentales durante un largo período de tiempo. En noviembre de 2013, el periodista Jonathan Steele afirmó que la ciudad era la sede de la gobernación de Latakia, tanto del Frente al-Nusra como del Estado Islámico de Irak y el Levante.
El 9 de noviembre de 2015, se informó que durante más de un mes las Fuerzas Armadas sirias habían llevado a cabo varias pequeñas operaciones militares dentro de la Gobernación de Latakia para prepararse para una batalla mucho más grande que se esperaba que tuviera lugar en la fortaleza rebelde de Salma. A finales de noviembre, la captura de Kafr Dulbeh y Katf Al-Ghaddar había llevado a las fuerzas de las Fuerzas Armadas sirias a las puertas de Salma. El 12 de enero de 2016, el ejército sirio con aliados recapturó la ciudad de Salma y el pueblo cercano de Tirtyah. Los rebeldes dijeron que la ciudad fue sometida a intensos ataques aéreos rusos y que la mayoría de los residentes restantes habían huido hacia la frontera turca.